# Stróvolos
Stróvolos (en grec moderne : Στρόβολος) est une commune chypriote, située dans la périphérie de Nicosie. C'est la plus importante ville de la banlieue de Nicosie et la troisième commune de Chypre après Limassol et Nicosie. Elle se divise en six quartiers : Chryseleousa, Ayios Demetrios, Apostolos Barnabas - Ayia Marina, Ayios Vasilios, National Martyr Kyprianos et Stavros.

## Géographie

### Situation

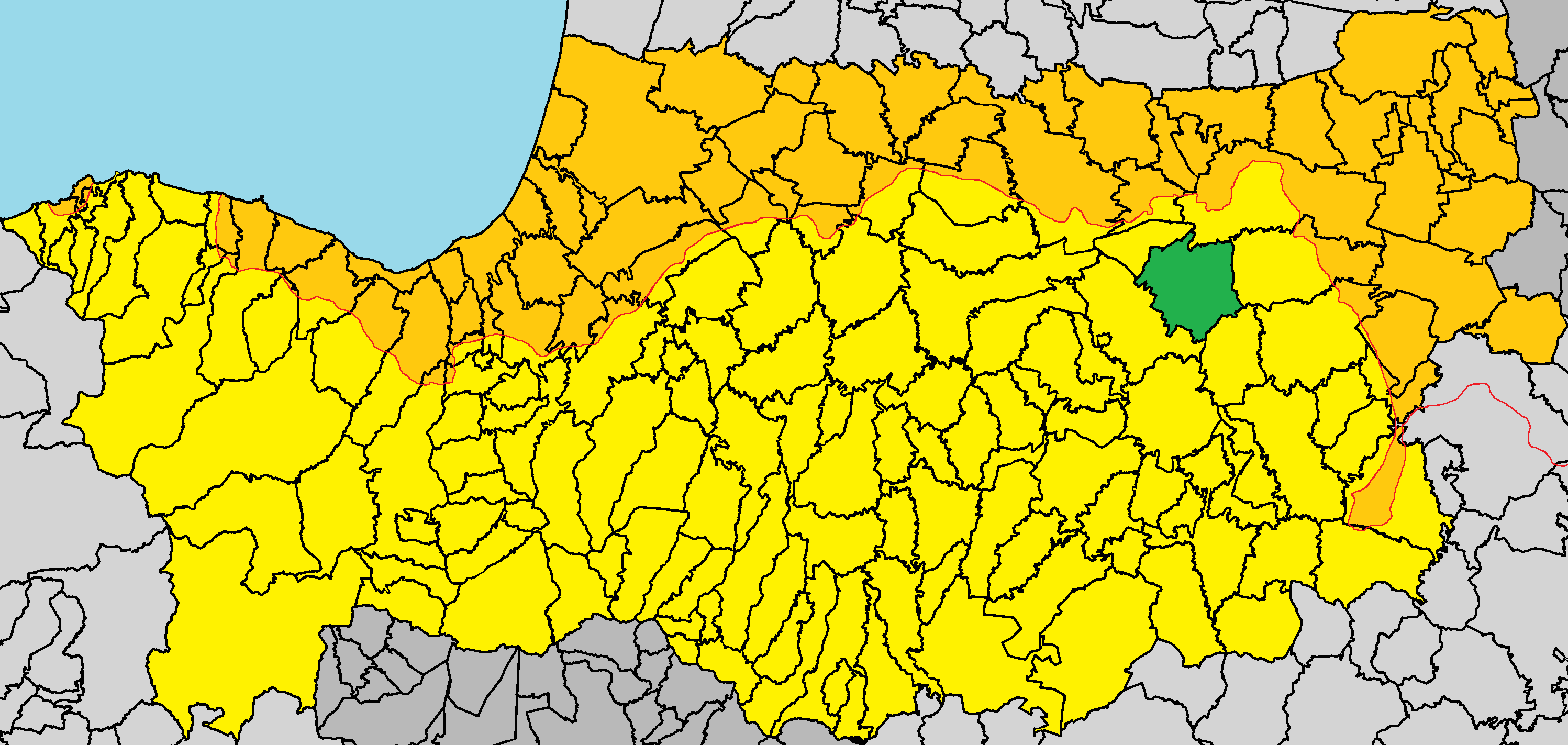
Stróvolos (en vert) dans le district de Nicosie.

La ville de Stróvolos se trouve dans le nord-est du district de Nicosie.
Les communes limitrophes sont Nicosie au nord-est, Éngomi au nord-ouest, Aglantsiá à l'est, Latsiá au sud et Lakatámia à l'ouest.

## Politique et administration

### Liste des maires
| Période | Période  | Identité                 | Étiquette | Qualité |
| ------- | -------- | ------------------------ | --------- | ------- |
|         |          |                          |           |         |
| 1986    | 1996     | Iosif Hadjiosif          |           |         |
| 1997    | 2012     | Savvas Eliofotou         |           |         |
| 2012    | 2016     | Dr Lazaros S. Savvides   |           |         |
| 2017    | En cours | Andreas Papacharalambous |           |         |

### Jumelages
- Véria (Grèce) (Grèce) depuis 1993
- Lykóvrysi-Péfki (Grèce)
- Teramo (Italie)
- Secteur 2 (Bucarest) (Roumanie)